# 克雷必伦街
克雷必伦街（rue Crébillon）是法国南特市中心的一条街道，连接皇家广场和格拉斯兰广场（place Graslin）。这是一条半步行街，以奢侈服装和珠宝店著称，例如爱马仕在波默海耶廊街入口。
这条街在1828年命名，得名于法国剧作家克雷必伦。
这条街很商业化，南特人的词汇crébillonner意味着购物狂。